# الثورة الروسية
الثورة الروسية هو مصطلح يعبر عن سلسلة من الاضطرابات الشعبية حدثت في روسيا عام 1917، والتي كان لها الدور الأبرز في تغيير مجرى التاريخ، وقد قامت بها أساسًا الجماهير الروسية الجائعة، منهيةً بذلك الحكم القيصري، ومقيمة مكانه حكومة مؤقتة، أفضت إلى إنشاء الاتحاد السوفياتي. اندلعت الثورة الأولى في فبراير 1917 (مارس في التقويم اليوناني)، أما الثورة الثانية التي اندلعت في أكتوبر، أزال على إثرها البلاشفة الحكومة المؤقتة واستبدلوها بحكومة اشتراكية، تلا ذلك الفصل الأخير من الثورة وهو الحرب الأهلية الروسية.
تعتبر الثورة الروسية من أكثر الأحداث جدلاً في تاريخ القرن العشرين، وينقسم المؤرخون بصدد أحداثها ونتائجها إلى فريقين، الأول ينظر بنظرة إعجاب وإكبار، أما الثاني فنظرته يكتنفها الخوف والتهجم على قادتها. ولا يزال إلى وقتنا هذا الانقسام دائرًا حول ما إذا كانت أحداث أكتوبر مجرد امتداد لثورة فبراير، وعما إذا كانت أحداث أكتوبر ثورة نسبت إلى الحرية أو انقلاب على الشرعية، بل ويمتد الخلاف إلى أسباب العنف خلال الحرب الأهلية، ودور كل ما سبق في نشوء الديكتاتورية البروليتارية في الاتحاد السوفيتي السابق، وتطور الشيوعية إلى اللينينية على أساس التطوير الذي أقره ستالين في مبحثه أسس اللينينية والتي توصف أحياناً بأنها ستالينية سنة 1930.

## روسيا قبل الثورة
تعتبر الثورة الروسية من أكثر الأحداث المؤثرة في التاريخ، ولكنها لم تكن نتيجة تطورات آنية بل كانت نتيجة تداعيات تاريخية كثيرة في الإمبراطورية الروسية، وقد أدت كل تلك التداعيات في البداية إلى مقتل ألكسندر الثاني ومن ثَمَّ إلى حدوث ثورة تعتبر من أعقد الثورات.

### الإمبراطورية الروسية

العلم الرسمي للإمبراطورية الروسية من عام 1883 إلى عام 1921.

تُعتَبر الإمبراطورية الروسية التي أسسها بطرس الأول، أو الأكبر سنة 1721م، الوريث الطبيعي لقيصرة مسكوفي، والتي كانت تقبع تحت حكم عائلة رومانوف، واحدة من أقدم الإمبراطوريات في العالم. تُوفِيَّ القيصر بطرس الأكبر في 2 مارس 1855 تاركًا وراءه فلسفته ومنهجه في الحكم، والذي ما فتأ موضع جدال بين السياسيين والفقهاء الدستوريين والقانونيين.
وبعد نيقولا الأول تولّى ألكسندر الثاني عرش الإمبراطورية في عام 1855م، وفي تلك الفترة كانت هناك رغبة عارمة للشعب والسياسيين في حدوث إصلاح شامل، فظهرت حركة إنسانية أخذت بالتنامي شيئًا فشيئًا تهاجم العبودية وتدعو إلى إلغائها، وقد تم تشبيه هذه الحركة في السنوات اللاحقة، بحركة دعاة إلغاء العبودية في الولايات المتحدة قبل نشوب الحرب الأهلية الأمريكية. في عام 1859م، كان هناك أكثر من 23 مليون عبد يعيشون في ظل ظروف أسوأ من تلك التي عاشها فلاحو أوروبا الغربية في القرن السادس عشر؛ وبناءً على هذه الوقائع والضغوطات التي مارستها هذه الحركة والرأي العام، قام ألكسندر الثاني بإلغاء نظام العبودية بنفسه بدلاً من انتظار أن يتم إلغاؤه من قِبَلِ الشعب عن طريق الثورة.
كان تحرير العبيد في عام 1861م أهم حدث في القرن التاسع عشر في التاريخ الروسي. وبداية نهاية عهد احتكار الطبقة الأرستقراطية للسلطة. أدّى التحرير إلى توريد العمالة الحرة إلى المدن، الأمر الذي نجم عنه نمو القطاع الصناعي، وزيادة حجم الطبقة الوسطى وتأثيرها على المجتمع، إلا أن الحكومة لم تقدم للعبيد المحررين الأراضي التي عملوا فيها وعاشوا عليها طيلة سنوات، وعوضًا عن ذلك فُرض على هؤلاء الفلاحين دفع ضريبة خاصة إلى الحكومة مدى الحياة، والتي بدورها دُفعت ثمنًا للمالكين تعويضًا لهم عن الأرض التي فقدوها. وفي أحيان عديدة رهن الفلاحون الأرض نتيجة فقرهم الشديد وعدم مقدرتهم على تسديد هذه الضريبة. امتلكت جميع الأراضي التي سُلّمت للفلاحين من قبل «المير»، وهو مجتمع القرية، أي أن هذه الأراضي كانت عبارة عن ملكية مشتركة بين جميع أفراد القرى وكبارها، وكان المير يُقسّم الأراضي بين الفلاحين ويُشرف على إدارة المقتنيات والحقوق الحيازية المختلفة. فعلى الرغم من إلغاء العبودية، إلا أن إلغائها تحقق بشروط غير مواتية للفلاحين، وبناءً على هذا، لم تفتر التوترات الثورية بل بقيت على حالها، على الرغم من النوايا الطيبة لألكسندر الثاني.
في أعقاب اغتيال منظمة «نارودنايا فوليا» الإرهابية المجهولة للقيصر ألكسندر الثاني، في عام 1881، ورث العرش ابنه ألكسندر الثالث (1881-1894) الرجعي الذي أحيا القول المأثور لنيقولا الأول: «أرثوذكسية، وأوتوقراطية، ووطنية». اعتقد ألكسندر الثالث أنه بإمكانه إنقاذ روسيا من الفوضى عن طريق إبعادها عن التأثيرات التخريبية عليها من قبل دول أوروبا الغربية. أبرمت روسيا في عهد هذا القيصر اتحاداً مع جمهورية فرنسا لاحتواء القوة المتنامية لألمانيا، كذلك فرضت كامل سيطرتها على آسيا الوسطى وانتزعت تنازلات إقليمية وتجارية هامة من الصين.
يذكر بوجه خاص قسطنطين بوبيدونوستيف مستشار القيصر الأكثر نفوذاً، ومعلم ألكسندر الثالث ونجله نيقولا الثاني، والنائب العام للمجمع المقدس من 1880 وحتى 1895، والذي درّس لتلاميذه الملكيين الخوف من حرية التعبير والصحافة، وكرههم للديمقراطية والدساتير، والنظام البرلماني الأمر الذي كان من شأنه قتل وقمع الثوريين واعتماد سياسة «الروسنة» في جميع أنحاء الإمبراطورية، طيلة عهد هذا الرجل.

### بداية القرن العشرين
في بداية القرن العشرين ومع دخول الثورة الصناعية في روسيا، شكل الليبراليون الروس اتحاد زيمتوف الدستوري، (1903) واتحاد التحرير (1904) الذي دعا إلى إقامة ملكية دستورية. انتظم الاشتراكيون الروس في مجموعتين رئيسيتين هما: الحزب الاشتراكي الثوري، وحزب العمل الاشتراكي الديمقراطي الروسي. في عام 1903 انقسم حزب العمل الاشتراكي الديمقراطي الروسي إلى جناحين في مدينة لندن، المناشفة أو المعتدلين والبلشفية أو المتطرفين. اعتقد المناشفة بأن الاشتراكية الروسية سوف تنمو تدريجيًا بشكل سلميّ، وذلك أن نظام القيصر ينبغي أن يتحول إلى جمهورية يتعاون فيها الاشتراكيون مع الأحزاب الليبرالية البرجوازية على بناء الوطن. دعا البلاشفة بزعامة فلاديمير لينين إلى تشكيل نخبة صغيرة من الثوار المهنيين، تخضع لانضباط الحزب القوي، لتكون بمثابة طليعة الطبقة الكادحة من أجل الاستيلاء على السلطة بالقوة.

### الحرب الروسية اليابانية
وقعت الحرب الروسية اليابانية (1904- 1905) حيث أدى الخلاف الناجم على امتياز روسيا في غابات كوريا واحتلالها لمنشوريا إلى تفاقم حاد في العلاقات الروسية اليابانية؛ وبالرغم من ضعف المواقف الروسية في الشرق الأقصى لم يتنازل نيقولا الثاني عن حقوقه، مما حمل اليابان على البدء في الحرب على روسيا. لقد تسبب هجوم الأسطول الياباني قبل إعلان الحرب رسميًا على الأسطول الروسي الراسي في ميناء بورت أرثر ليلة 9 فبراير 1904، تسبب في تعطيل أهم السفن الحربية الروسية وساعد على إنزال القوات اليابانية في كوريا ومنشوريا بدون أن تلقى مقاومة.
بدأ اليابانيون بمحاصرة ميناء آرثر في مطلع أغسطس 1904 مستفيدين من عدم حسم القيادة الروسية، فأجبرت في 2 يناير 1905 حامية القلعة على الاستسلام؛ وتم تدمير ما تبقى من الأسطول الروسي في بورت أرثر من قبل اليابانيين، أو أن طاقمها الذي قام بنفسه بتفجير السفن.
وفي فبراير 1905، أجبرت اليابان الجيش الروسي على الانسحاب بعد انهزامه في معركة موكدن وتدمير الأسطول الروسي الذي نقل إلى الشرق الأقصى من بحر البلطيق خلال معركة تسوشيما في 14-15 مايو 1905. وانتهت الحرب بعقد معاهدة السلام في مدينة بورت سموث 23 أغسطس 1905، وبموجب شروط السلام تنازلت روسيا عن حقوقها بالقسم الجنوبي من جزيرة ساخالين وحقها باستئجار شبه جزيرة لياو تونج والسكة الحديد في منشوريا الجنوبية. كانت نهاية الحرب بهزيمة مفجعة للجيش الروسي أمام القوة الناشئة في ذلك الوقت ما قلب موازين القوى في منطقة الشرق الأقصى، وما كان لديه أكبر الأثر في استنزاف موارد الدولة الروسية، وكان له دور كبير لكشف الفساد الحادث في مؤسسات الدولة الروسية.

### الثورة الروسية 1905

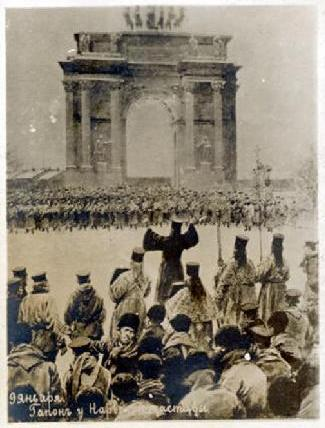
القس جابون في مسيرة الأحد الدامي.

في 22 يناير 1905، قاد القس جابون (الذي قام بإنشاء نقابات العمال بالرغم من أنه كان متعاونًا مع الشرطة السرية القيصرية) مسيرة سلمية للقصر الشتوي في سانت بطرسبرغ (التي كانت في هذا الوقت تفتقر إلى الكهرباء) لتقديم الالتماس الذي كتبه القس جابون الذي كون صورة واضحة لمشاكل وآراء العمال، ودعا إلى تحسين ظروف العمل وعدالة الأجور وانخفاض ساعات العمل في اليوم إلى ثماني ساعات؛ وتضمنت مطالب أخرى لوقف الحرب الروسية اليابانية والأخذ بالاقتراع العام. كان القيصر في حاجة إلى أن يستجيب لمطالب العمال لرفع حالة الاكتئاب التي سيطرت علي روسيا، ولكن حدثت المواجهة بين الحرس الإمبراطوري والمشاركين في المسيرة مما يعرف بالأحد الدامي وبالرغم من أن القيصر لم يكن موجودًا في ذلك الوقت بالقصر الشتوي، إلا أن اللوم قد أٌلقي عليه، ؛ علمًا أن عدد القتلى غير مؤكد، وبينما صرح مسؤولون حكوميون بالقصر بأنهم سجلوا 96 قتيلاً و333 جريحًا، ادعت مصادر المعارضة أن أحداث الأحد الدامي أودت بحياة أكثر من 4000 قتيلاً. تعتبر أحداث الأحد الدامي نقطة تحول في روسيا القيصرية حيث أدت إلى الإحساس بضرورة القيام بانتفاضة عامة مما أدى لحدوث ثورة فبراير 1905 وقد وصف نيقولا الثاني اليوم بأنه يوم مؤلم ومحزن وقد تم إغلاق نقابات العمال التي أنشأها جابون إثر ذلك اليوم.
وقعت الثورة الروسية عام 1905 في فبراير؛ ووافق في إثرها نيقولا الثاني على إنشاء مجلس الدوما الإمبراطوري باختصاصات استشارية، ولكن الاضطرابات استمرت وبلغت ذروتها في إضراب عام في أكتوبر 1905؛ يوم 14 أكتوبر، قام سيرغي ويت رئيس مجلس الوزراء والكسيس اوبلينسكي بتقديم بيان أكتوبر إلى القيصر، وهوبيان تابع عن كثب مطالب اتحاد زيمتوف، ومنح الحقوق المدنية الأساسية، والسماح بتشكيل الأحزاب السياسية، وتوسيع نطاق حق الانتخاب نحو الاقتراع العام، وإنشاء مجلس الدوما باعتباره الهيئة التشريعية المركزية. انتظر القيصر نيقولا الثاني وجادل لمدة ثلاثة أيام، ولكن في النهاية وقع على الوثيقة المتعلقة في 30 أكتوبر 1905، نظرًا لرغبته في تجنب حدوث مذبحة، وإدراكه أن هناك عدم كفاية في القوة العسكرية المتاحة لكي يفرض خلاف ذلك. وعلى الرغم من توقيعه، أعرب القيصرعن أسفه للتوقيع، وقال أنه يشعر «بالمرض مع العار على خيانة سلالته خيانة كاملة».

### الخلفية الثقافية والاقتصادية والاجتماعية
كان الاعتقاد السائد لدى كثير من الفلاحين أن الأرض يجب أن تنتمي إلى من يعمل بها؛ وفي الوقت نفسه، كانت حياة الفلاحين تتعرض لتغيرات ثقافية واجتماعية باستمرار نتيجة الأعداد المتزايدة من سكان القرى الفلاحين الذين هاجروا من وإلى المدن، وما جلبوه إلى ثقافة القرية من خلال السلع المادية والصحافة. كان للعمال أسباب وجيهة للسخط:
1. مساكن مكتظة مع ظروف صحية يرثى لها في كثير من الأحيان.
2. ساعات طويلة في العمل (عشية الحرب العالمية الأولى كان متوسط ساعات العمل 10 ساعة يوميًا لمدة ستة أيام في الأسبوع؛ والكثير منهم كان يعمل 11-12 ساعة يوميًا قبل 1916).
3. خطر دائم من الإصابة والوفاة، والظروف الصحية سيئة للغاية، بل وجود قواعد انضباط قاسية ليس فقط من خلال الغرامات، ولكن بالتأديب الجسدي أحيانًا.
4. الأجور غير الكافية (في أعقاب عام 1914 تكاليف المعيشة زادت زيادة حادة في زمن الحرب).

في الوقت نفسه، كانت الحياة الحضرية الصناعية في نظر الأغلبية كاملة الفوائد، على الرغم من أنها يمكن أن تكون خطيرة في نفس الوقت. بالرغم من كل المصاعب، كان هناك الكثير من التشجيع على التوجه إلى حياة المدن حيث اكتساب مهارات جديدة وتأثيرها على العمال من خلال الشعور باحترام وثقة في الذات ورفع مستوى الرغبات والطموح.
واجه العمال الذين يعيشون في المدن السلع التي لم يكونوا يروها في القرية. الأهم من ذلك أن الذين يعيشون في المدن كانوا يتعرضون إلى أفكار جديدة حول دور السياسية على النظام الاجتماعي.
الأسباب الاجتماعية للثورة الروسية جاءت أساسًا نتيجة قرون من الاضطهاد من قبل النظام القيصري، والذي فجره فشل نيقولا الثاني في الحرب العالمية الأولى، وبينما كان الفلاحون في الريف الزراعي قد تحرروا من العبودية في عام 1861، إلا أنهم لا يزالوا يدفعون مبالغ فداء للدولة مما أثار استياء الفلاحين، وكان مما يزيد من تعقيد المشكلة هو فشل قانون سيرغي ويت عن إصلاح الأراضي. في وقت مبكر حدثت ثورات الفلاحين واضطرابات في بعض الأحيان، وذلك بهدف ضمان ملكية الأرض التي كانوا يعملون عليها. تألف سكان روسيا بشكل رئيسي في ذلك الوقت من الفلاحين الفقراء حيث كان 1.5% من السكان يملكون 25% من الأراضي.
أدى التطور الصناعي المتسارع إلى اكتظاظ المناطق الحضرية للعمال الفقراء؛ ارتفع عدد سكان العاصمة سانت بطرسبورغ من 1,033,600 إلى 1,905,600 بين 1890 و1910، كما شهدت موسكو نموًا مماثلاً؛ وخلق ذلك النمو بروليتاريا جديدة بسبب اكتظاظها بالعمال الذين كانوا أكثر ميلاً للاحتجاج والإضراب عن العمل من الفلاحين. ففي إحصائيات أجريت عام 1904 في سانت بطرسبرغ، وجد أن معدل سكان الشقة الواحدة يبلغ 16 فرد، بمعدل غرفة واحدة لكل 6 أفراد، وكل ذلك بدون مياه جارية، بالإضافة إلى تراكم أكوام من النفايات التي تمثل خطرًا على صحة العمال. بالإضافة إلى كل هذه الظروف السيئة كانت الهجمات وحوادث الإخلال بالنظام العام في تزايد سريع قبيل الحرب العالمية الأولى مما أدى لتفاقم الأمور.

### الحرب العالمية الأولى

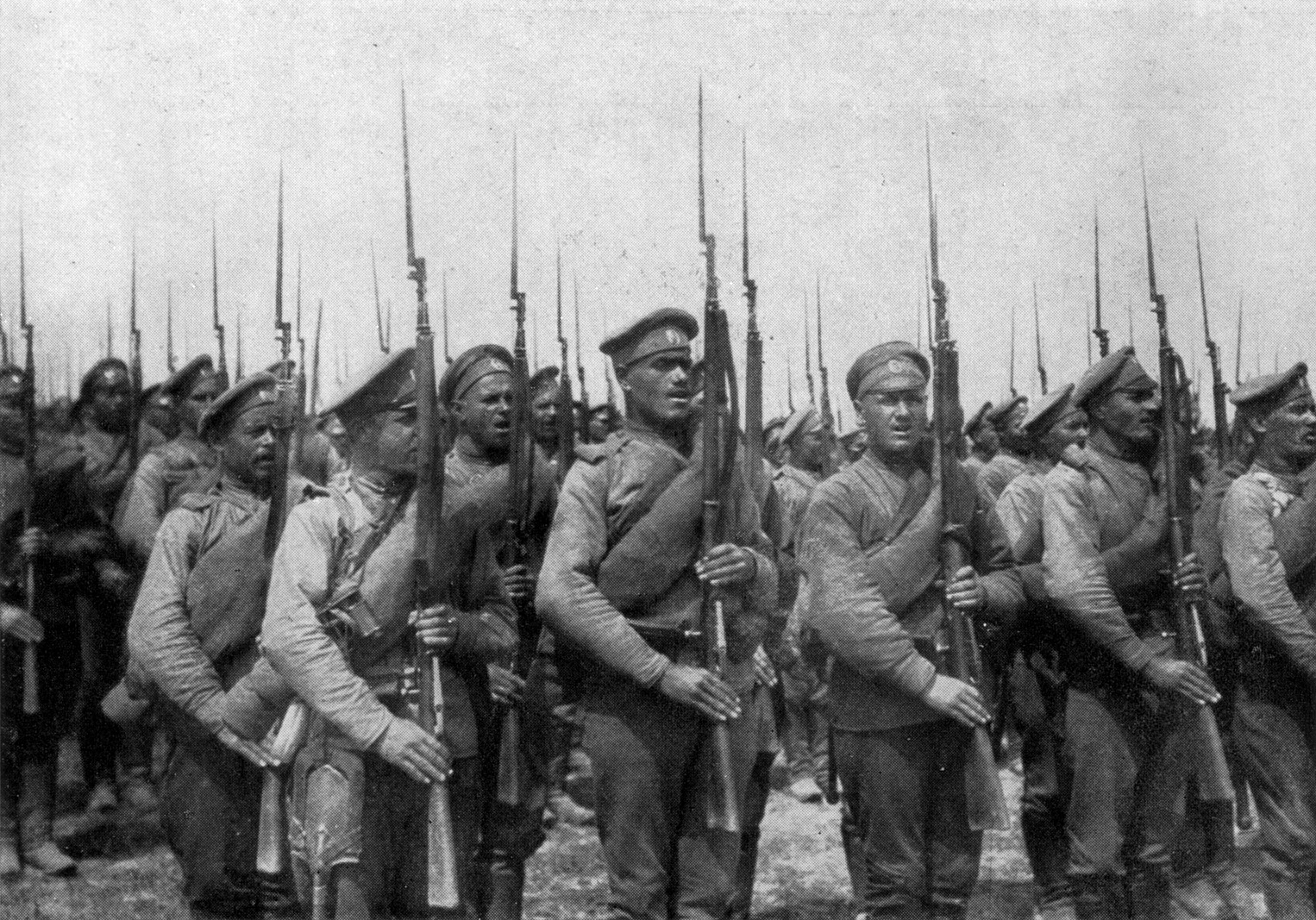
مشاة الجيش الروسي

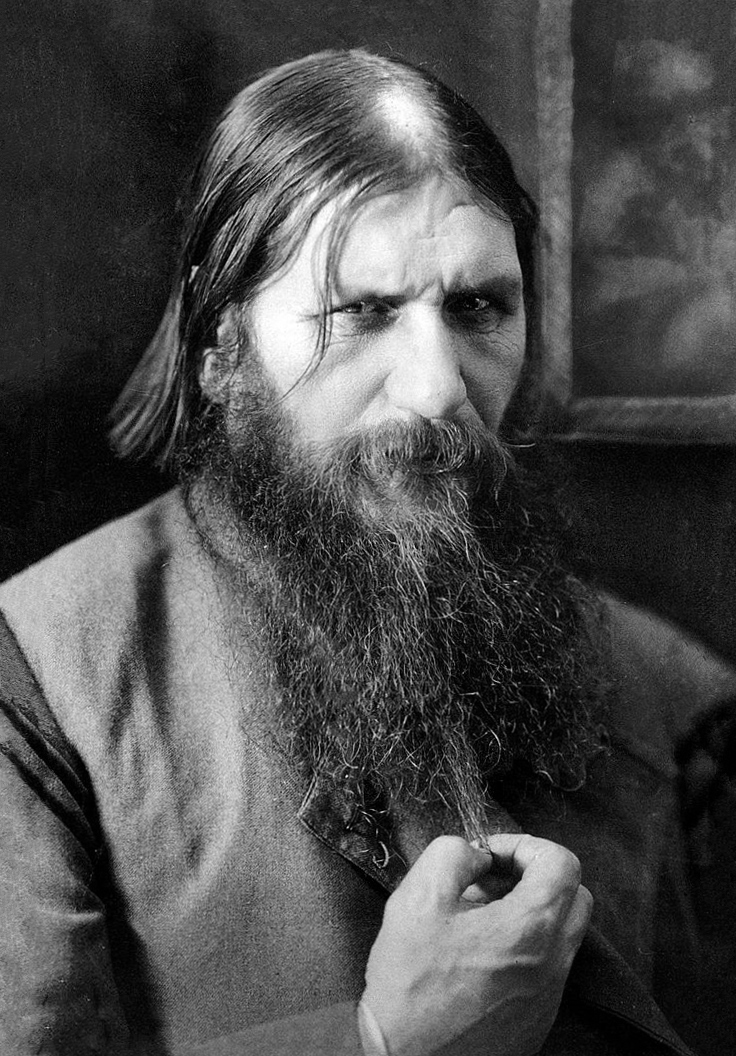
جريجوري راسبوتين

اندلعت الحرب العالمية الأولى في أغسطس 1914 مما أدى في البداية إلى تهدئة الاحتجاجات الاجتماعية والسياسية، حيث تم التركيز في القتال ضد العدو الخارجي المشترك. في الأسابيع القليلة الأولى من الحرب انضم العديد من المواطنين الروس إلى المظاهرات المناهضة للألمان، ولكن هذه الوحدة الوطنية لم تدم طويلا. حيث طالت الحرب غير الحاسمة، ولذلك فإن رد الفعل الأكثر انتشارا في الدفاع عن أرضهم وحياتهم لم يترجم بالضرورة إلى الحماس للقيصر أو الحكومة.
كان دخول تركيا إلى الحرب سببا في قطع طرق التجارة الخارجية لروسيا والعزل التام للبلاد مما أثر على البضائع بالنقص بل أيضا انخفاض شامل في كمية الأسلحة.
كانت المعركة الرئيسية الأولى في الحرب كارثة علي روسيا: ففي عام 1914 وقعت معركة تاننبرغ، حيث فقدت القوات الروسية ما يزيد على 30,000 قتيل بالإضافة إلى حوالي 90,000 جريح وأسير، بينما عانت ألمانيا من إصابة حوالي 20,000 جريح فقط.
في عام 1915، اتخذت الأمور منعطفا سيئاً بكل الأشكال عندما تحول تركيز ألمانيا للهجوم على الجبهة الشرقية. وتفوق الجيش الألماني ذو التدريب والقيادة الأفضل، ومما زاد الأمر سوء عدم فعالية تجهيز القوات الروسية والبولندية، خلال حملة تارنوف الهجومية في أكتوبر 1916، كانت روسيا قد خسرت ما بين 1,600,000 و1,800,000 من الجنود، بالإضافة إلى 2,000,000 أسير و1,000,000 مفقود، بحيث كان مجموع ما يقرب من 5,000,000 من الرجال الروس ما بين قتيل وأسير وجريح.
بدأت تقارير العدو المسربة عن هذه الخسائر المذهلة تتسرب إلى الشعب، وقد لعبت دورا محدودا في أعمال التمرد التي بدأت في الانتشار، وفي عام 1916 كان الجيش الروسي عبارة عن مجموعة من الجنود الجوعى تفتقر إلى الأحذية والذخائر وحتى الأسلحة مما أدى إلى تفشي الاستياء العام بين الجنود بالإضافة إلى انخفاض الروح المعنوية الذي انتشر نتيجة لسلسلة من الهزائم العسكرية.
كانت معدلات الترقي داخل الجيش علامة أكثر وضوحا لهذه المذبحة الكارثية، ففي نهاية عام 1914 أي بعد خمسة أشهر من الحرب، كان حوالي 390,000 من الرجال الروس لقوا حتفهم وأصيب ما يقرب من 1,000,000. كانت القوات المدربة التي يتم استدعاؤها في وقت الحرب عملة نادرة، طبقة الضباط شهدت التداول بسرعة، ولا سيما في المستويات الأدنى، والتي كانت تملأ بسرعة من الجنود، وكان هؤلاء الرجال عادة من الفلاحين أو العمال وشاء القدر أن تلعب دورا كبيرا في تسييس القوات في عام 1917.
لم تقتصر الخسائر الفادحة في ساحات المعارك على الرجال فقط. بل كان الجيش يعاني أيضا من نقص في البنادق والذخائر (وكذلك الزي الرسمي والمواد الغذائية)، وبحلول منتصف عام 1915، كان يتم إرسال الرجال إلى الجبهة بلا أي سلاح حيث الأمل في أن يتمكنوا من تجهيز أنفسهم بالسلاح من الجنود الذين سقطوا من الجانبين في ساحات المعارك. إلا أن الأمر زاد من إحساس الجنود بأنهم لا يجري التعامل معهم كبشر، أو حتى كجنود، بل كمواد خام يتم تبديدها لخدمة أغراض الأغنياء.
بحلول ربيع عام 1915، كان الجيش في تراجع مستمر، والذي لم يكن دائمًا بشكل منظم ؛ بل كان من المألوف انتشار النهب والفوضى أثناءالانسحاب.
بحلول عام 1916، كان الوضع قد تحسن في كثير من النواحي. حيث توقف انسحاب القوات الروسية، بل وكانت هناك حتى بعض النجاحات المتواضعة في الهجمات التي شنت في تلك السنة، وإن كان ذلك على حساب خسائر كبيرة في الأرواح. أيضًا، بل وتم حل مشكلة نقص الموارد إلى حد كبير من خلال بذل جهود كبيرة لزيادة الإنتاج المحلي، ومع ذلك، بحلول نهاية عام 1916، كانت الروح المعنوية بين الجنود أسوأ ما كانت عليه خلال الانسحابات الكبري.
في عام 1916. بالرغم من تحسن حظوظ روسيا في الحرب، ولكن واقع الحرب كان لا يزال بعيدا عن حياة الأفراد والأسر. ترجع جذور الأزمة إلى المعنويات (كما قال من قبل يلدمان ألان، وهو مؤرخ بارز في الجيش الروسي في الحرب والثورة) «بشكل أساسي انتشر الشعور باليأس المطلق في أن هذه المذبحة ستنتهي من أي وقت، وأن إمكانية تحقيق النصر شيء من المحال»
لم تحطم الحرب الجنود فقط بل بحلول نهاية عام 1915 كانت هناك إشارات إلى أن الاقتصاد تحطم أيضا تحت تنامي الطلب في زمن الحرب. وكانت المشكلة الرئيسية تتلخص في نقص المواد الغذائية وارتفاع الأسعار. كل ذلك مصاحب بانخفاض الدخل بمعدل ينذر بالخطر جعل من الصعب على المرء شراء الاحتياجات الرئيسية. وكانت هناك أيضا مشكلة خاصة في العاصمة سانت بطرسبرغ حيث زادت مسافات شبكات النقل لنقل احتياجات الأفراد مما جعل الأمور سيئة للغاية. نتيجة لكل ذلك أصبحت المتاجر مغلقة في وقت مبكر أو كليا لعدم وجود الخبز والسكر واللحوم. في الواقع أصبح من الصعب على نحو متزايد توفير وشراء المواد الغذائية.
عانى الشعب زيادة مطردة في الأسعار في الفترة من منتصف عام 1915، وكذلك من انتشار الجريمة. نساء من الطبقة العاملة في سان بطرسبرغ أمضين حوالي 40 ساعة ووصلت أحيانا إلى نحو أسبوع في طوابير للحصول على الغذاء، بل أن كثير منهم تحول إلى الدعارة والتسول أو الجريمة.
هدمت الأسوار الخشبية للحفاظ على نيران مواقدالتدفئة وانتشر التذمر بين الأغنياء، وتساءل الجميع متى وكيف يأتي إلى نهاية هذه المأساة؟
أبدي المسؤولون الحكوميون المسؤولون عن النظام العام قلق حول كيفية استمرار صبر الناس. في أكتوبر 1916 كان هناك تقرير صادر عن فرع سانت بطرسبرغ لشرطة الأمن، والأوكرانا (الشرطة السرية القيصرية)، حذر بصراحة من « في المستقبل القريب هناك احتمال لانتشار أعمال الشغب من قبل الطبقات الدنيا من الإمبراطورية نتيجة الغضب من عدم توفر أعباء الحياة اليومية.»
أٌنحي باللائمة على نيقولا الثاني لحدوث جميع هذه الأزمات. كما نمى السخط بداخل مجلس الدوما الإمبراطوري الذي أصدر تحذيرا لنيقولا الثاني في نوفمبر 1916. وذكر أنه لا محالة، وقوع كارثة رهيبة في البلاد ما لم يتم وضع الشكل الدستوري للحكومة بشكل واضح في أسرع وقت، ومع ذلك، تجاهل نيقولا الثاني كل ذلك.

### ألكساندرا وراسبوتين
كان نيقولا الثاني اتخذ القيادة المباشرة للجيش والإشراف شخصيا على المسرح الرئيسي للحرب في روسيا، وترك زوجته ألكساندرا الطموحة ورئيس الوزراء ولكنهم كانوا غير قادرين على إدارة الحكومة. بدأت تظهر تقارير عن الفساد وعدم الكفاءة في الحكومة الإمبراطورية، والنفوذ المتزايد للقس غريغوري راسبوتين الذي تمكن من علاج ولي العهد ألكسي والتأثير على الإمبراطورة ألكساندرا والعائلة الإمبراطورية مما أثار استياء الشعب على نطاق واسع.
حاصر الجدل نفوذ جريجوري راسبوتين بين العائلة المالكة الروسية، خصوصا مع تكهنات حول علاقته مع زوجة القيصر والشائعات بأن له كثير من العلاقات الجنسية مع زوجات العديد من المسؤلين. لهذا، في نهاية المطاف اغتيل راسبوتين على أيدي أفراد من العائلة المالكة. وعلاوة على ذلك، تراث الكسندرا الألماني، جعلها على صورة لا تحظى بشعبية في سانت بطرسبرغ في حين أن روسيا كانت في حالة حرب مع ألمانيا.

## المرحلة الأولى (ثورة فبراير)

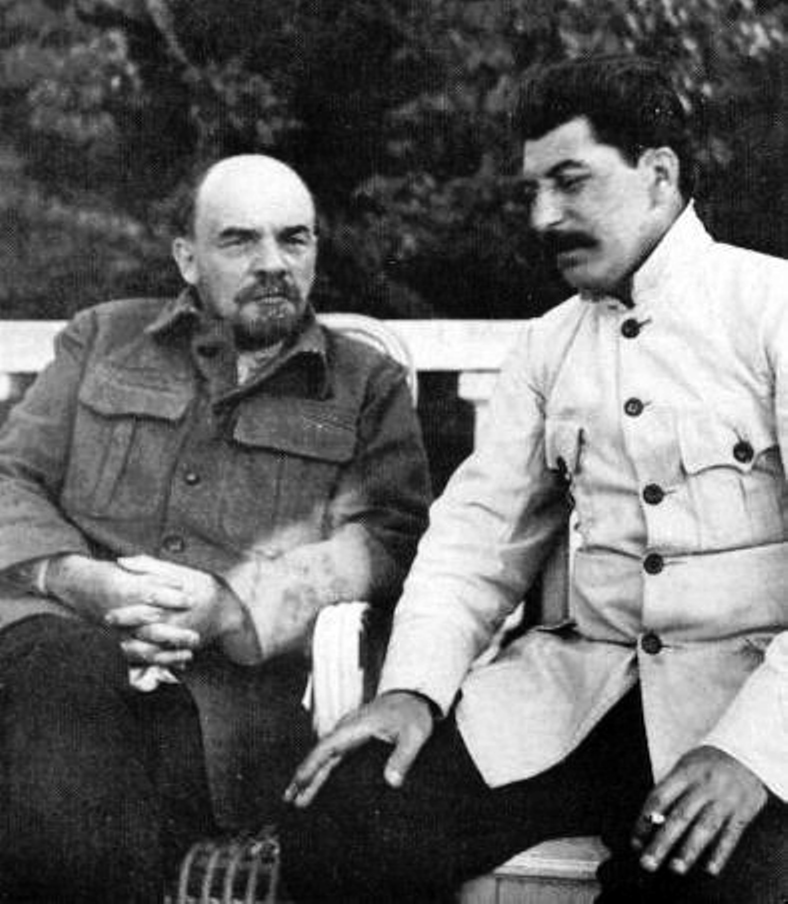
لينين وستالين

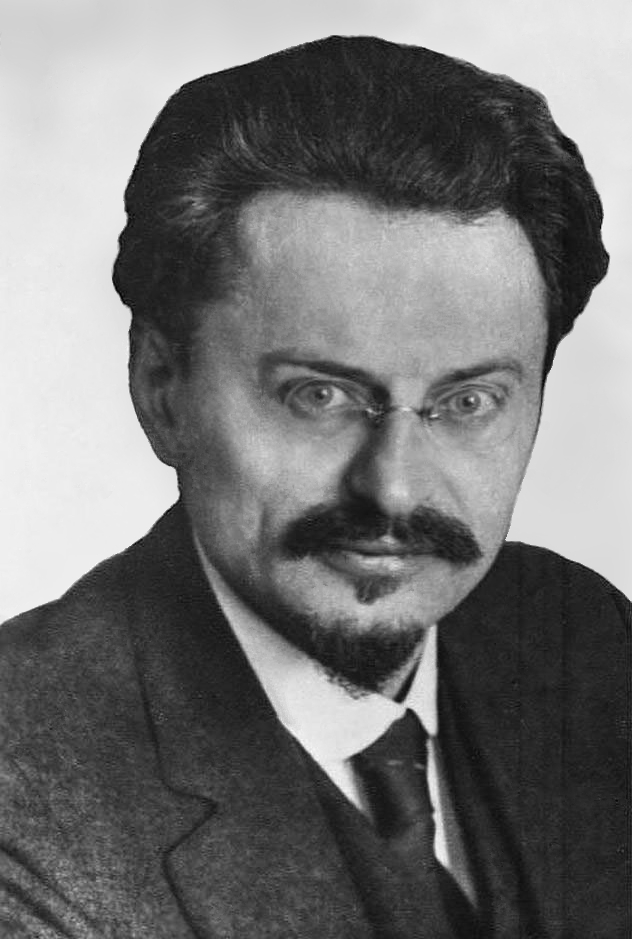
تروتسكي

ألكسندر كيرينسكي

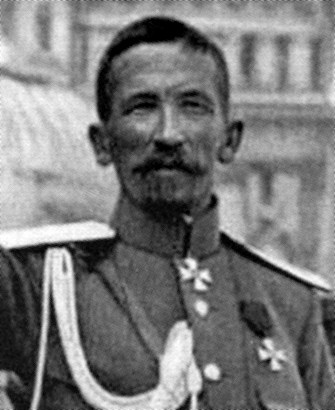
الجنرال لافار كورنيلوف

نتيجة للإحباط الذي ساد المجتمع، اندلعت هذه الثورة من دون قيادة محددة أو خطط رسمية، والتي يمكن اعتبارها مؤشرا على حقيقة أن الشعب الروسي كان قد اكتفي تماما في النظام القائم.
في 23 فبراير 1917، أصبحت العاصمة سانت بطرسبرغ محور الاهتمام، حيث بدأ الناس في طوابير الطعام المشاركة في المظاهرات. وانضم إليهم في وقت قريب من قبل الآلاف من عاملات النسيج اللاتي انسحبن من المصانع جزئيا للاحتفال باليوم العالمي للمرأة ولكن أساسا للاحتجاج على النقص الحاد في الخبز.
أعداد كبيرة من الرجال والنساء دعت إلى الإضراب، وتسربت الدعوة للإضراب إلى المصانع التي لا تزال تعمل حيث وجهت الدعوة للعاملين لديهم للانضمام إليهم. وسار الغوغاء في الشوارع، مع صرخات «الخبز!» و«أعطونا خبزا!»
وبجهود المئات من النشطاء الاشتراكيين، انتشرت دعوة الإضراب العام في المصانع والمحلات التجارية في جميع أنحاء العاصمة. وبحلول 25 فبراير، أغلقت تقريبا كل الشركات الصناعية في سانت بطرسبرغ جنبا إلى جنب مع العديد من المحلات التجارية وخدمات الشركات وأصحاب الياقات البيضاء (الأطباء والطلاب والمعلمون) انضموا إلى العمال في الشوارع، والجلسات العلنية.
أدان مجلس الدوما الحكومة وطالب نواب المجلس من وزراء الحكومة تدابير أكثر شدة مع ملاحظة أن مجلس الدوما يتألف أساسا من البورجوازيين، ثم تطور الأمر إلى الضغط على القيصر لكي يتنازل ويقبل الهزيمة من أجل تفادي وقوع الثورة.
مساء يوم السبت 25 مارس، وبعد أن فقدت الشرطة السيطرة على الوضع، نيقولا الثاني، الذي رفض أن يصدق هذه التحذيرات حول خطورة هذه الأحداث وجه برقية إلى رئيس المفوضية لمنطقة سانت بطرسبرغ العسكرية الجنرال سيرجي خابالوف: «أنا أوصيكم بالعمل بداية من الغد على وقف الاضطرابات في العاصمة، التي تشكل أمرا غير مقبول في الوقت الصعب من الحرب مع ألمانيا والنمسا.». مع بداية يوم 26 مارس معظم الجنود رفضوا طاعة هذه الأوامر وانتشرت حركات التمرد بين عشية وضحاها التي بدأت في كثير من الأحيان عن طريق ضباط من رتب أدنى.
انضمت القوات المسلحة للعمال، الجنود الذي تم إرسالهم من قبل الحكومة لقمع أعمال الشغب كثير منهم انضموا إلى المتظاهرين وأطلقوا النار على الشرطة، في كثير من الحالات مع ربط شرائط حمراء صغيرة على حراب السلاح الخاص بهم، بل أن أعداد الجنود المارقين فاقت عدد رجال الشرطة، مع هذا التفكك شبه الكامل للقوة العسكرية في العاصمة، وانهارت فاعلية السلطة المدنية.
قدمت الحكومة استقالتها إلى القيصر الذي اقترح دكتاتورية عسكرية مؤقتة، ولكن قادة المؤسسة العسكرية الروسية رفضوا هذه الدور. نيقولا الثاني في الوقت نفسه، كان على الجبهة مع الجنود، حيث كان يراقب عن كثب هزيمة روسيا في تانينبرغ. وكان قد أصبح مرهقا جدا وكان واعيا لحقيقة أن التظاهرات كانت على نطاق واسع، بل إنه كان يخشى على حياته. وكان سوء الحالة الصحية لابنه ألكسي (الذين يعاني من اضطرابات الدم الهيموفيليا) يسبب له صعوبات، أيضا أجبرته على العودة إلى العاصمة.

### تنازل نيقولا الثاني عن العرش
عندما وصل القيصر أخيرا إلى العاصمة، اقترح قادة الجيش ووزرائه المتبقين (أولئك الذين لم يفروا يوم 28 فبراير تحت ذريعة فراغ السلطة) تنازل القيصر عن سلطاته وعرشه. قبل نيقولا الثاني الهزيمة وتنازل عن العرش في 13 مارس إلى شقيقه ميخائيل رومانوف، وكان كيرنسكي يأمل من خلال هذا العمل الأخير خدمة وطنه (كما ذكر في برنامجه الانتخابي)، لوضع حد للاضطرابات وتحقيق الوحدة لروسيا. وفي أعقاب هذا الانهيار الذي ألمَّ بأسرة رومانوف التي حكمت حوالي 300 عام.

### تشكيل الحكومة المؤقتة
عرض على شقيق رومانوف أن يصبح القيصر ولكنه رفض لرغبته في أن يكون القرار من خلال حكومة منتخبة. أعلن نواب مجلس الدوما الإمبراطوري قيام الحكومة المؤقتة التي يرأسها الأمير غيورغي لفوف ، الإصلاحي المعتدل، على الرغم من أن القيادة انتقلت تدريجيا إلى ألكسندر كيرينسكي رئيس الحزب الثوري الاجتماعي... وفي اليوم التالي ألقي القبض على القيصر.

### الأزمات التي واجهت الحكومة المؤقتة
في مذكرة دبلوماسية في 1 مايو، أعرب وزير الشؤون الخارجية باقل ماليكوف عن رغبة الحكومة المؤقتة في استمرار تعهداتها بالنسبة إلى الحلفاء واستمرار الحرب ضد قوات المحور لحين خروج روسيا منتصرة " مما أثار سخط واسع النطاق.
في 1-4 مايو قام حوالي 100,000 من العمال والجنود في سانت بطرسبرغ، وبعدهم العمال والجنود من المدن الأخرى تحت قيادة البلاشفة بمظاهرات تحت لافتات كتب عليها «تسقط الحرب» و«كل السلطة للسوفيات» وأدت المظاهرات الحاشدة إلى أزمة للحكومة الانتقالية.
يوم 1 يوليو، حوالي 500,000 من العمال والجنود في سانت بطرسبرغ تجمهروا رافعين شعارات «كل السلطة للسوفيات»، «فلتسقط الحرب» و«فليسقط عشرة وزراء للرأسمالية.» الحكومة المؤقتة تفتح هجوما ضد الألمان في 1 يوليو تموز ولكنه سرعان ما انهار في 15 يوليو. وعززت الأنباء عن الهجوم وانهياره نضال العمال والجنود. وبدأت أزمة جديدة في الحكومة المؤقتة.
بدأ العمال والجنود في مظاهرة عفوية يوم 16 يوليو مطالبين بسلطة أكبر للسوفيات، قامت اللجنة المركزية بحزب العمل الاشتراكي الديمقراطي الروسي بتوفير القيادة للحركة العفوية.
في 17 يوليو، وشارك أكثر من 500,000 شخص في تظاهرة سلمية في سانت بطرسبرغ. لكن الحكومة المؤقتة وبدعم من المناشفة قامت بشن هجوم مسلح ضد المتظاهرين. حيث لقي 56 شخص مصرعهم مع إصابة 650 شخص.

### انقلابالجنرال كورنيلوف
بدأت مؤامرة ضد الحكومة، بقيادة لافار كورنيلوف الذي كان القائد العام للقوات المسلحة منذ 18 يوليو الذي اعترض علي سياسة كيرينسكي الرامية إلى ما وصفه بحل الجيش وإعلان الهزيمة في الحرب.
استجابة لنداء البلاشفة، بدأت الطبقات العاملة في موسكو إضرابا بحوالي 400,000 عامل. واجتاحت موسكو موجة من الإضرابات والمظاهرات بل وامتدت الاحتجاجات إلى كييف، خاركوف، يجني نوفغورود، إيكاترينبرج وغيرها من المدن بغرض أن تتخذ الحكومة الروسية المؤقتة خطة للانسحاب من الحرب العالمية الأولى
في 25 أغسطس، بدأ اليميني لافار كورنيلوف تمردا عسكريا وبدأ يتحرك في اتجاه سانت بطرسبرغ. في 27 أغسطس ناشدت اللجنة المركزية لحزب العمل الاشتراكي الديمقراطي الروسي العمال والجنود والبحارة الاتجاه لسانت بطرسبرغ للدفاع عن الثورة. قام الحزب البلشفي بتعبئة وتنظيم الشعب لهزيمة التمرد واتجه الحرس الأحمرإلى العاصمة، وبلغ عدد قواته حوالي 25,000 مقاتل بالإضافة إلى حامية المدينة، وقام كل من بحارة أسطول بحر البلطيق، وعمال السكك الحديدية، والعمال في موسكو، ودونباس، جبال الأورال، والجنود في الجبهة وفي العمق بالدفاع بمواجهة الجنرال كورنيلوف قائد التمرد وهزيمته التي تمت على أيدي قوات غير نظامية.
بالرغم من نجاح الحكومة الروسية المؤقتة من إفشال تمرد الجنرال كورنيلوف ولكن ذلك دل على ضعف الحكومة المؤقتة التي اضطرت للاستعانة بالبلاشفة، في حين دل على قوة البلاشفة وأدى إلى زيادة سلطتهم ونفوذهم.

### ازدواجية السلطة
في 31 أغسطس، اكتسح البلاشفة انتخابات اتحاد العمال (السوفيات)من بريانسك وسمارا وساراتوف ومينسك وكييف وطشقند وغيرها من المدن.
في يوم1 سبتمبر، تلقت اللجنة التنفيذية المركزية للسوفييت طلبات من 126 من مجالس السوفيات المحلية حثها على الاستيلاء على السلطة في يديها الخاصة.
في سبتمبر وأكتوبر 1917، كانت هناك إضربات من قبل العمال في موسكو وسانت بطرسبرغ وعمال المناجم من دونباس، والحدادين من جبال الأورال، وعمال النفط في باكو، وعمال الغزل والنسيج، وعمال السكك الحديدية في 44 من خطوط السكك الحديدية. في هذه الأشهر وحدها أكثر من مليون عامل شاركوا في الإضراب. قام العمال بالسيطرة على الإنتاج والتوزيع في العديد من المصانع.

## المرحلة الثانية (الثورة البلشفية)

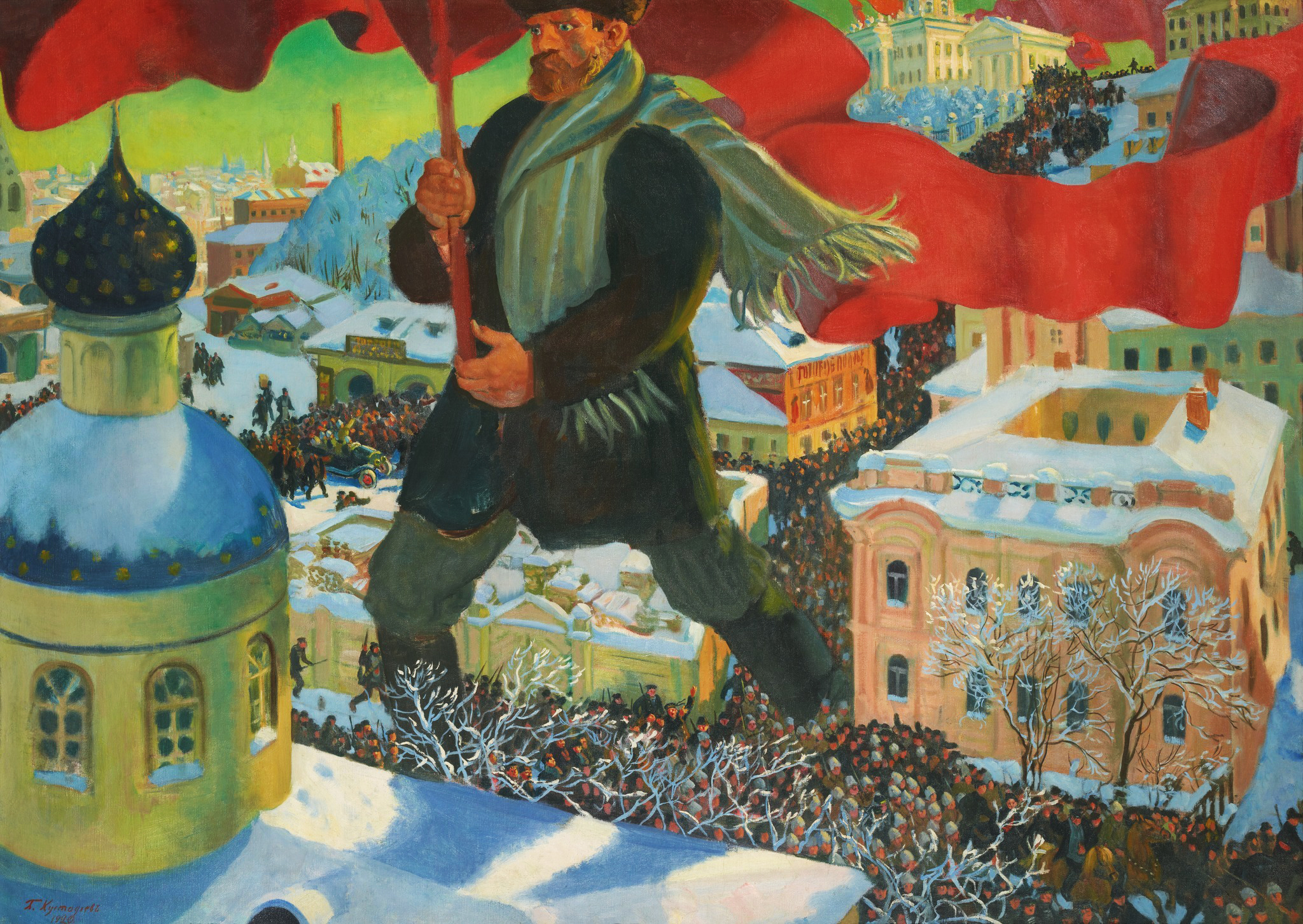
انتشار البلشفية

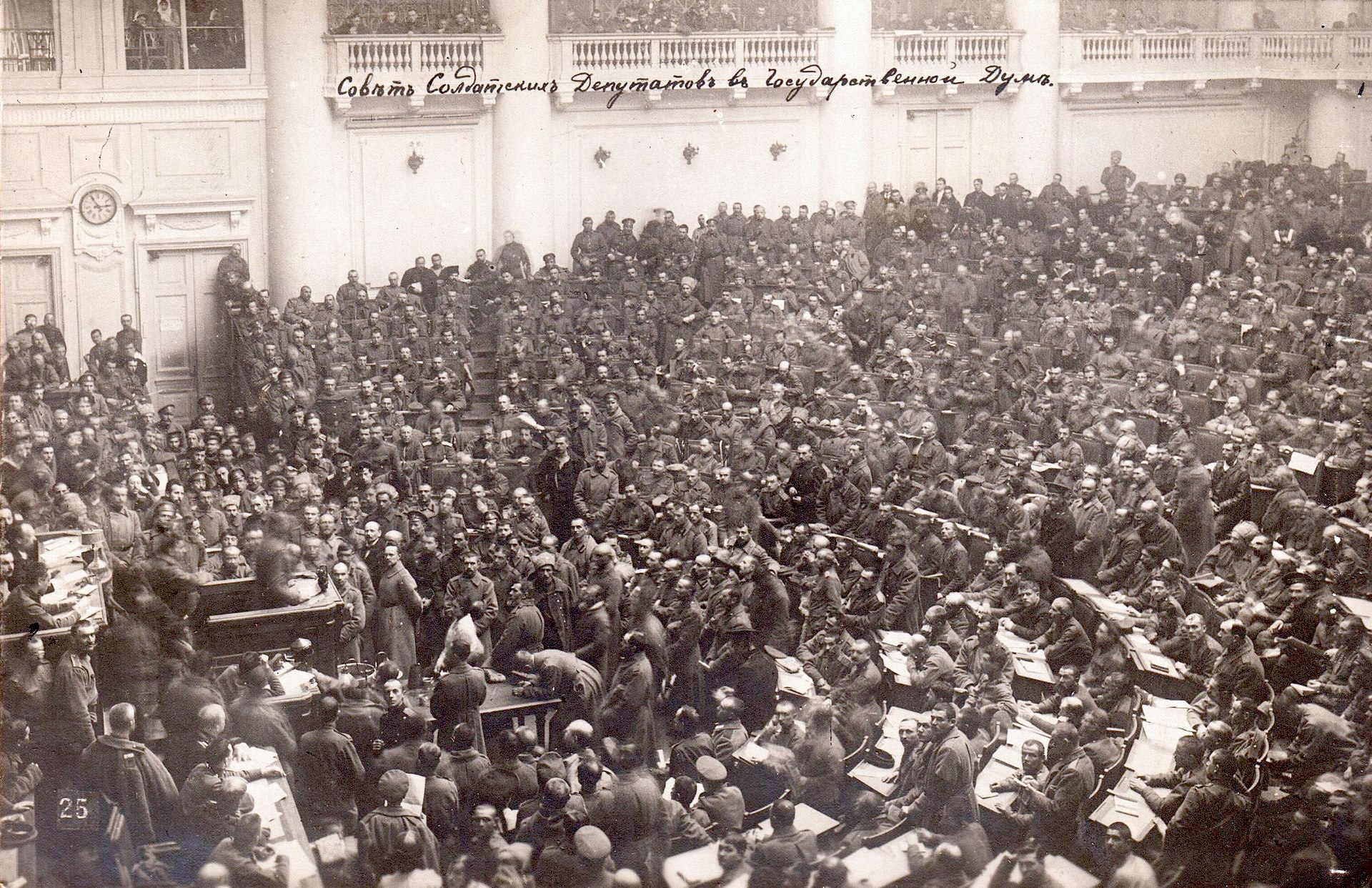
المجالس العمالية (السوفيات) ببطرسبرغ

الثورة البلشفية أو ثورة أكتوبر كانت المرحلة الثانية من الثورة الروسية عام 1917 قادها البلاشفة تحت إمرة فلاديمير لينين الذي كان قائدها بناء على أفكار كارل ماركس؛ لإقامة دولة شيوعية وإسقاط الحكومة المؤقتة.وتعد الثورة البلشفية أول ثورة شيوعية في القرن العشرين الميلادي،

### الأسباب
كانت سياسات الحكومة الروسية المؤقتة قد دفعت البلاد إلى حافة الكارثة. اضطرابات في الصناعة والنقل، وازدادت الصعوبات في الحصول على أساسيات الحياة، وانخفض إجمالي الإنتاج الصناعي في عام 1917 بنسبة تزيد على 36 في المئة عما كان عليه في العام 1916. ما يصل إلى 50 في المئة من جميع الشركات تم إغلاقها في جبال الأورال، ودونباس، والمراكز الصناعية الأخرى، مما أدى إلى ارتفاع معدلات البطالة. وفي الوقت نفسه، ارتفعت تكاليف المعيشة بشكل حاد. وتراجعت الأجور الحقيقية للعمال نحو 50 في المئة عما كانت عليه في عام 1913. وكانت ديون روسيا في أكتوبر 1917 ارتفعت إلى 50 مليار روبل. هذا وتشكل الديون المستحقة للحكومات الأجنبية أكثر من 11 مليار روبل. كان البلد يواجه خطرالإفلاس،

### أحداث الثورة
في 10 أكتوبر 1917، صوتت اللجنة المركزية لحزب العمل الاشتراكي الديمقراطي الروسي بموافقة 10 ضد 2 للقرار الداعي إلى أن «انتفاضة مسلحة أمر لا مفر منه، وبأن الوقت قد حان لذلك تماما».
يوم 23 أكتوبر 1917، قام الثوار اليساريين تحت قيادة جيان بانتفاضة في تالين، عاصمة إستونيا.
في 25 أكتوبر عام 1917، قاد البلاشفة قواتهم إلى الانتفاضة في سانت بطرسبرغ عاصمة روسيا، وفي مقاومة غير فعالة من قبل ألكسندر كيرينسكي والحكومة المؤقتة. تمكن البلاشفة من الاستيلاء على المرافق الحكومية الرئيسية
في ليلة 26/25 أكتوبر، تم إطلاق الهجوم على القصر الشتوي للقيصر الذي كان يحرسه القوزاق وكتيبة من النساء الذي تمت السيطرة عليه بدون مقاومة تذكر. أعلنت الحكومة الجديدة التي شكلها البلاشفة خروج روسيا من الحرب العالمية ورغبتها في توقيع اتفاقية منفردة مع ألمانيا. كما أصدر البلاشفة الذين اغتصبوا السلطة في البلاد مراسيم تقضي بمصادرة أراضي كبار الإقطاعيين ومعامل الرأسماليين بالإضافة إلى إعلان حق شعوب الإمبراطورية الروسية بالانفصال عنها.
في وقت لاحق للثورة تم من قبل حكومة الاتحاد السوفياتي تصوير الأحداث في أكتوبر باعتبار وقوع أضرارا أكبر بكثير مما كانت في الواقع كان.
في 12 نوفمبر عام 1917، أجريت في روسيا الانتخابات في الجمعية التأسيسية (البرلمان). لكن الحزب البلشفي لم يحصل فيها على أغلبية الأصوات، كما عول على ذلك. وبعد رفض نواب البرلمان إقرار المراسيم الصادرة عن الحكومة البلشفية، وتم حل الجمعية التأسيسية بقوة في يناير عام 1918، الأمر الذي أثار احتجاج القوى الديمقراطية في البلاد. لكن البلاشفة أمروا بإطلاق النيران على المظاهرة السلمية مما أدى إلى مقتل 21 شخصا.

### النتائج
1. تم إقرار مجلس مفوضي الشعب كأساس للحكومة الجديدة.
2. قام مجلس مفوضي الشعب بإقرار سلسلة من الاعتقالات لكل من زعماء المعارضة وقادة المناشفة والحزب الاشتراكي الثوري وحبسهم بقلعة بولس وبطرس.
3. في 20 ديسمبر أسس لينين لجانا استثنائية من شأنها مكافحة الثورة المضادة سميت في ما بعد (الشي كا)، الأمر الذي يعتبر كنقطة بداية لقضاء البلاشفة على كامل أعدائهم ومعارضيهم حيث بدأت تلك اللجان الاستثنائية بممارسة الإرهاب الجماعي ضد ممثلي الفئات الغنية والمتوسطة للمجتمع الروسي والمثقفين ورجال الدين والضباط المشتبه بمعاداتهم للسلطة الجديدة.[31]
4. تم إطلاق مجموعة من المراسيم تشمل :
  1. مرسوم صدق على أعمال الفلاحين الذين استولوا على الأراضي الخاصة في جميع أنحاء روسيا، وإعادة توزيعها فيما بينهم.
  2. تأميم جميع البنوك الروسية.
  3. وصودرت الحسابات المصرفية الخاصة.
  4. صودرت خصائص الكنيسة (بما في ذلك الحسابات المصرفية) المضبوطة.
  5. تبرؤا من جميع الديون الخارجية.
  6. أعطيت التحكم في المصانع للسوفييت.
  7. تم إصلاح الأجور بمعدلات أعلى مما كان عليه خلال الحرب، ودوام أقصر، لمدة ثماني ساعات يوم العمل.

## المرحلة الثالثة (الحرب الاهلية الروسية)
تعتبر الفصل الأخير من الثورة الروسية، استمرت الحرب الأهلية تقليديا ثلاث سنوات في الفترة (1918-1921 م.)، غير أن هناك من يجعل هذه الفترة تمتد لست سنوات بين من عام 1917 م حتي عام 1923 م.).
لم تكن بين البلاشفة والروس البيض فقط بل كانت فرصة لتدخل العديد من القوى الداخلية والخارجية مثل اليابان، بريطانيا، كندا، فرنسا، إيطاليا، الولايات المتحدة، ألمانيا، أستراليا، اليونان، وتشيكوسلوفاكيا.

### الأسباب
طرح زعيم البلاشفة فلاديمير لينين عام 1914 فكرة تحويل الحرب الامبريالية إلى حرب أهلية. وبعد صعود البلاشفة إلى السلطة في روسيا في أكتوبر عام 1917 كانت لا تزال هذه الفكرة ملحة وبشدة، إذ أن غالبية المسؤولين البلاشفة ظلوا يعولون على أن الثورة في روسيا سوف تتحول فيما بعد إلى ثورة عالمية ورأوا في إشعال الحرب الاهلية وسيلة فعالة لذلك
وأشار مؤرخون إلى أسباب أخرى لاندلاع الحرب الاهلية في روسيا وبينها:
1. مقاومة الطبقات الحاكمة التي فقدت السلطة والممتلكات.
2. حل الجمعية التأسيسية (البرلمان) من قبل البلاشفة الذين شكلوا أقلية فيها.
3. توقيع معاهدة بريست-ليتوفسك الانفصالية المهينة مع ألمانيا.
4. إجراءات البلاشفة القمعية في الريف التي استهدفت الأغنياء من الفلاحين بغية مصادرة ما تبقى لديهم من الحبوب.
5. دور الأسرى العسكريين النمساويين والمجريين والتشيك الذين حاولوا حل مشاكلهم باستخدام القوة في روسيا.
6. تدخل دول التحالف الرباعي (بريطانيا وفرنسا والولايات المتحدة) في الشؤون الداخلية لروسيا.

### المراحل
ينقسم تاريخ الحرب الأهلية في روسيا إلى 3 مراحل رئيسية وهي:
آ - المرحلة الأولى (أكتوبر عام 1917 – نوفمبر عام 1918) التي تتصف بقيام الجيشين لدى القوتين المتعارضتين وتدخل دول التحالف الرباعي في شؤون روسيا والانتقال التدريجي من اشتباكات محدودة إلى معارك واسعة النطاق.
ب – المرحلة الثانية (نوفمبر عام 1918 – مارس عام 1920) التي وقعت فيها المعارك الرئيسية بين الحرسين الأبيض والأحمر وتقلص التدخل الأجنبي الناتج عن انتهاء الحرب العالمية الأولى وفرضت قوات الجيش الأحمر سيطرتها على الجزء الأكبر لأراضي البلاد.
ج – المرحلة الثالثة (مارس 1920 عام – أكتوبر عام 1922) التي دار الصراع المسلح الأساسي بين المعسكرين الأبيض والأحمر فيها بالمناطق البعيدة عن العاصمتين ووسط البلاد.

### النتائج
كانت نتائج الحرب الأهلية خطيرة. حيث كانت روسيا في حالة حرب لمدة سبع سنوات، وخلال ذلك فقد حوالي 2,000,000 من شعبها حياتهم. وكانت الحرب الأهلية التي قتل بها حوالي 1,500,000 قتيل، بما في ذلك ما لا يقل عن 1,000,000 من جنود الجيش الأحمر الروسي وأكثر من 500,000 من جنود الروس البيض الذين لقوا حتفهم في المعركة. وحده سيميونوف قتل حوالي 100000 من الرجال والنساء والأطفال في المناطق التي كان له فيها السلطة. وتم خلال الإرهاب الأحمر، حيث قامت قوات الشيكا وحدها بتنفيذ حوالي 250,000 حكم إعدام بلا محاكمة ل «أعداء الشعب».
حوالي 300,000 إلى 500,000 من أصل ثلاثة ملايين قوزاقي قتلوا أو رحلوا من موطنهم.
ما يقدر بحوالي 100,000 يهودي قتلوا في أوكرانيا، ومعظمها من قبل الجيش الأبيض. الأجهزة الأمنية في حكومة كلوتشاك قتلت 25,000 شخص في مقاطعة إيكاترينبرغ وحدها.
في نهاية الحرب الأهلية، كانت كل قوى روسيا السوفيتية قد استنفدت وظهرت سحب الخراب القريب. كان الجفاف منتشرا عام 1920 و1921، فضلا عن المجاعة 1921 جعلت الأمور أكثر كارثية.
قتل الملايين من المجاعة، والمذابح التي وقعت بالجملة من كلا الجانبين، والمذابح ضد اليهود في أوكرانيا وجنوب روسيا. قبل 1922 كان هناك ما لا يقل عن 7,000,000 أطفال الشوارع في روسيا نتيجة لعقد من الزمن تقريبا من الدمار الذي خلفته الحرب العالمية الأولى والحرب الأهلية بالإضافة الي ذلك المرض الذي وصل إلى أبعاد الوباء، حيث كان حوالي 3,000,000 شخص يموتون من التيفود وحده في عام 1920.
كان حوالي 2,000,000 من الروس البيض مهاجرين، حيث فر من روسيا مع فارغنل من خلال بعض دول الشرق الأقصى، والبعض الآخر فر إلى الغرب حيث دول البلطيق المستقلة حديثا. وشملت هذه الهجرة جزءا كبيرا من السكان المتعلمين والمهرة من روسيا.
دمر الاقتصاد الروسي تماما خلال الحرب، حيث دمرت المصانع والجسور، ونهبت الماشية والمواد الخام، والمناجم اجتاحتها الفيضانات، وتلفت الآلات. ووصلت قيمة الإنتاج الصناعي إلى 7/ 1 من قيمة 1913، والزراعة، إلى الثلث. ووفقا ل برافدا «ان العاملين في المدن وبعض القرى المكتظة بالسكان يعانون من الجوع، والسكك الحديدية بالكاد تزحف، والبيوت متداعية. والبلدات منهكة بالكامل نتيجة الموت والصناعة الميتة والأوبئة المدمرة انتشار».
تشير التقديرات إلى أن مجموع الناتج من المناجم والمصانع في عام 1921 قد انخفضت إلى 20 % من مستوى ما قبل الحرب العالمية، والعديد من العناصر الأساسية، قد شهدت انخفاضا بشكل جذري. على سبيل المثال، انخفض إنتاج القطن إلى 5 %، والحديد إلى 2% من مستويات ما قبل الحرب.
سياسة الشيوعية الحربية أنقذت الحكومة السوفياتية خلال الحرب الأهلية، ولكن جزءا كبيرا من الاقتصاد الروسي قد وصل إلى طريق مسدود. الفلاحين وردت على طلبات الشراء بالرفض. قبل عام 1921، تقلصت مساحة الأراضي المزروعة إلى 62 % من مساحة ما قبل الحرب، وكان حصاد المحصول فقط حوالي 37 %، وانخفض عدد الخيول من 35 مليون في 1916الي 24000000 في عام 1920، والماشية من 58 إلى 37 مليون. انخفض سعر الصرف للعملة مقابل الدولار من 2 روبل == 1 دولار أمريكي في عام 1914 إلى 1,200 روبل == دولار أمريكي في عام 1920.
مع نهاية الحرب، لم يعد يواجه الحزب الشيوعي تهديدا حادا، ومع ذلك فإن التهديد من تدخل آخر من القوي الأجنبية، بالإضافة إلى فشل الثورات الاشتراكية في البلدان الأخرى، وأبرزها الثورة الألمانية، ساهمت في استمرار عسكرة المجتمع السوفياتي مما اعتبر كقوة دافعة لتقدم البلاد التي شهدت طفرة اقتصادية كبيرة خلال ثلاثنيات القرن العشربن.

## إعدام نيكولاس الثاني

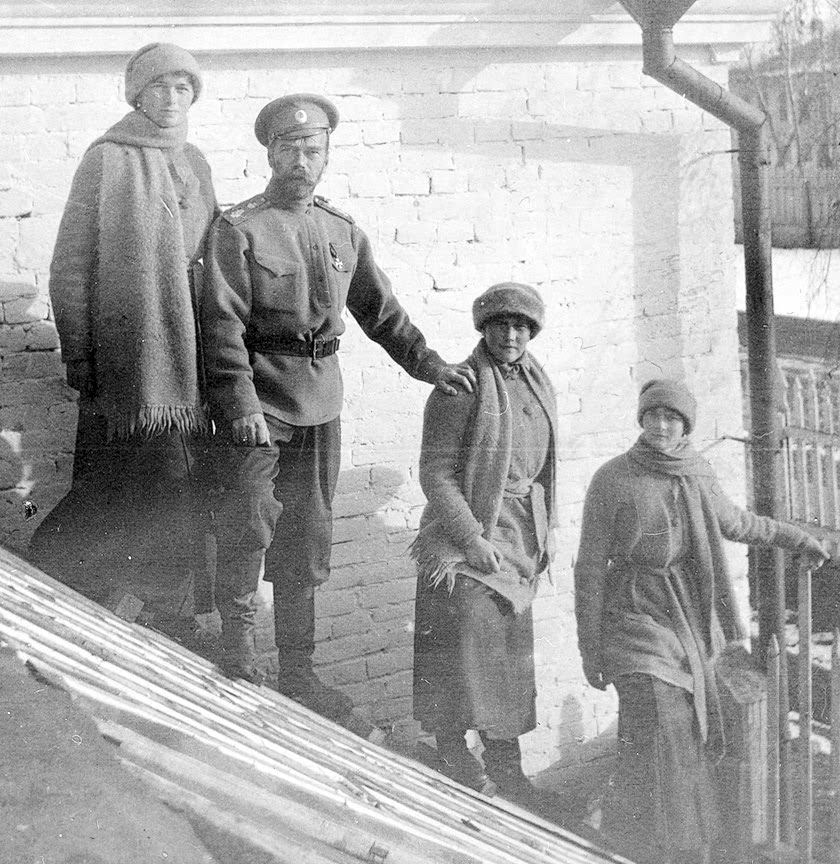
القيصر نيكولاس الثاني وأولاده في توبولسك

ألقي القبض على القيصر وتنازل عن الحكم. ووضعت الأسرة تحت الإقامة الجبرية في قصر ألكسندر في سيلو تراسكوي خلال الثورة الروسية. عندما اقترب البلاشفة قام ألكسندر كيرينسكي بنقل الحكومة المؤقتة إلى توبولسك، سيبيريا. وبعد أن سيطر البلاشفة على الأغلبية في روسيا، تم نقل القيصر وعائلته إلى بيت للاستعمالات الخاصة في يكاترينبرج.
بعد نجاح الثورة البلشفية في أكتوبر 1917، كانت روسيا تعاني من التفكك وتسير بسرعة باتجاه حرب أهلية. كانت هناك مفاوضات للإفراج عن رومانوف بين البلاشفة والأسر الملكية المرتبطة بقرابة للقيصر في أوروبا.
كان الروس البيض (الموالين والمؤمنين بحق القيصر ومبادئ الحكم المطلق) في تقدم مستمر باتجاه يكاترينبرج حيث كان الوضع غير مستقر، ولذلك اتخد القرار بأن يتم التخلص من الأسرة كاملة حتى لا يجد الروس البيض لهم أي أثر عند وصولهم.
قُتل نيقولا الثاني وزوجته وابنه وبناته الأربع وطبيب العائلة وخادم القيصر وسيدة الإمبراطورة وأسرة الطباخ جميعا في غرفة واحدة على أيدي البلاشفة في ليلة 17 يوليو من سنة 1918، علي يد يورفسكي
وصف يورفسكي إلى رؤسائه البلاشفة في أعقاب تنفيذ المذبحة تقرير (تم العثور في عام 1989 ونشر عام 1992 في كتاب رادزينسكي إدوارد وآخر القياصرة)
ووفقا للمذكرة:
| الثورة الروسية | ....في ليلة القتل أيقظوا الأسرة. وقيل لهم أنه سوف يتم نقلهم إلى موقع جديد لضمان سلامتهم تحسبا لأعمال العنف التي قد تترتب على وصول الجيش الأبيض يكاترينبرج. جمعت الأسرة ودائرة صغيرة من الموظفين الذين ظلوا معهم في غرفة صغيرة في الطابق السفلي من المنزل وطلب منهم الانتظار. سبت ألكسندرا وأليكسي في كراسي المقدمة. وبعد عدة دقائق، دخل الجلادون الغرفة، برئاسة يورفسكي. أبلغ بسرعة القيصر وعائلته المهمة التي سيتم تنفيذها. وكان القيصر الوقت يقول فقط "ماذا؟...ماذا؟" وانتقل إلى أسرته قبل أن يقتل بعدة رصاصات في الصدر (وليس، كما هو شائع، في الرأس) (جمجمته تم استعادتها في عام 1991، لا تحمل أي إصابات بأعيرة نارية). وقُتل القيصر، والإمبراطورة في الحلقة الأولى لإطلاق النار ؛ بالإضافة إلى أن الخادمة ماري، الدكتور بوتكين والإمبراطورة والخدمة ديميدوفا أصيبوا بجروح. وكان الدخان الكثيف يملأ الغرفة نتيجة العدد الكبير من الأسلحة التي تطلق من مسافات قريبة، وكذلك من الغبار المنبعث من الجص على الجدران بالرصاص. مما لا يسمح برؤية واضحة وغادر المسلحون المركز الغرفة لبضع دقائق، تاركا وراء كل الضحايا، بعد أن عاد المسلحون، قُتل الدكتور بوتكين وتم ذبح أليكسي الصغير على يد مسلح حاول مرارا وتكرارا إطلاق النار أو طعن الفتى في الجذع حيث كان محميا بمخيط المجوهرات. | الثورة الروسية |

## وصلات خارجية متعلقة
مقالة بمناسبة الذكرى المائوية للثورة الروسية (1917-2017): إلى أرواح شهداء الإنسانية والعدالة الاجتماعية